# IC 1400
IC 1400 је емисиона маглина у сазвјежђу Лабуд која се налази на листи објеката дубоког неба у Индекс каталогу.
Деклинација објекта је + 52° 58' 0" а ректасцензија 21h 44m 16,0s. IC 1400 је још познат и под ознакама CED 197.